# Zuschlag (Naturschutzgebiet)
Das Naturschutzgebiet Zuschlag liegt in der Stadt Rahden im Kreis Minden-Lübbecke. Es ist rund 42,6 ha groß und wird unter der Bezeichnung MI-062 geführt. 
Es liegt östlich von Rahden und Espelkamp in der Gemarkung Tonnenheide zwischen den Landesstraßen 765, 770 und 802 westlich der Landesgrenze zu Niedersachsen in der Nähe des Naturschutzgebietes Osterwald.

## Bedeutung
Die Unterschutzstellung erfolgte zur Erhaltung der Lebensgemeinschaften von seltenen und gefährdeten Tier- und Pflanzenarten im Bereich des Naturschutzgebietes. Besonders schützenswert sind die bodensauren Eichenwälder. Naturnahe Stillgewässer und naturnahe Grabenabschnitte bilden mit ihren Sümpfen, Röhrichten, Seggenrieden und Hochstaudenfluren Refugien für zahlreiche Pflanzen und Tiere. 
Das Naturschutzgebiet ist im Landesentwicklungsplan von Nordrhein-Westfalen und im Gebietsentwicklungsplan (Teilabschnitt Oberbereich Bielefeld) als Gebiet mit landesweiter Bedeutung für den Biotopverbund dargestellt. Es ist als FFH-Gebiet ausgewiesen (Natura 2000-Nr. DE-3518-302). Besonders bemerkenswert sind die Vorkommen des Mittelspechts, des Schwarzspechts, des Rotmilans und des Pirols.